# Amir Zargari
Amir Zargari (Jomein, 31 de julio de 1980) es un ciclista iraní.
Estuvo un año en el equipo ProTeam Ag2r La Mondiale. En 2006, aún como amateur, ganó una etapa del Kerman Tour, del Tour de Turquía y del Tour del Este de Java lo que hizo que fuese fichado en 2007 por el mejor equipo profesional iraní y uno de los mejores de Asia, el Azad, donde ha estado la mayor parte de su carrera deportiva. Aunque ya en 2005 debutó como profesional en el modesto equipo Paykan. Debido a los éxitos cosechados en la temporada 2010-2011, en la que consiguió ser tercero del UCI Asia Tour, fue uno de los corredores más deseados de cara a conseguir una licencia UCI ProTour de cara a la temporada 2012, fichándole el Ag2r La Mondiale.

## Palmarés
2005
- 2.º en el Campeonato de Irán en Ruta
- 2.º en el Campeonato de Irán Contrarreloj

2007
- 1 etapa del Tour de Milad du Nour

2009
- 2.º en el Campeonato de Irán Contrarreloj

2010
- 1 etapa del Tour de Azerbaiyán
- 2 etapas del Tour de Singkarak

2011
- Tour de Singkarak, más 2 etapas
- 3.º en el UCI Asia Tour

2012
- 2.º en el Campeonato de Irán en Ruta

2013
- 2.º en el Campeonato de Irán en Ruta
- 2.º en el Campeonato de Irán Contrarreloj

2014
- 3.º en el Campeonato de Irán Contrarreloj
- Tour de Singkarak

2015
- 1 etapa del Tour de Singkarak

## Equipos
- Paykan (2005)
- Azad (2007-2011)
  - Islamic Azad University Cycling Team (2007-2008)
  - Azad University Iran (2009-2011)
- Ag2r La Mondiale (2012)
- Azad University Giant Team (2013)[3]
- RTS-Santic Racing Team (2013)[4]
- Pishgaman Giant Team  (2014-2016)